# Ayacatzintla
Ayacatzintla är en ort i Mexiko.   Den ligger i kommunen Metztitlán och delstaten Hidalgo, i den sydöstra delen av landet, 130 km norr om huvudstaden Mexico City. Ayacatzintla ligger 1 286 meter över havet och antalet invånare är 161.
Terrängen runt Ayacatzintla är huvudsakligen lite bergig. Ayacatzintla ligger nere i en dal. Runt Ayacatzintla är det ganska glesbefolkat, med 30 invånare per kvadratkilometer. Närmaste större samhälle är Zacualtipán, 17,6 km norr om Ayacatzintla. I omgivningarna runt Ayacatzintla växer huvudsakligen savannskog.